# Hélène Simart
Pour les articles homonymes, voir Simart.
Hélène Simart, épouse Michaut, née le 15 octobre 1918 dans le 9e arrondissement de Paris et morte le 1er mai 2013 à Boulogne-Billancourt, est une écrivaine française, auteure de roman d'amour et de roman policier. Pour la littérature policière, elle utilise le pseudonyme Agnès Laurent.

## Biographie
Après avoir exercé de nombreux métiers, elle se consacre entièrement à l'écriture à partir des années 1950. Elle écrit de nombreux romans sentimentaux et obtient deux prix littéraires, dont le prix du Roman populaire en 1965 pour La Fille aux yeux dorés. 
Sous le pseudonyme d'Agnès Laurent, elle écrit quelques romans policiers, notamment L'assassin aimait les rousses, publié dans la collection Le Masque en 1978. Nouvelliste, elle publie quarante-six nouvelles policières dans l'hebdomadaire féminin Nous Deux de 1974 (no 1429) à juin 1982 (no 1823).

## Œuvre

### Romans

#### Romans d'amour signés Hélène Simart
- Un visage dans la nuit, Société européenne d'éditions familiales, coll. « Delphine » no 73 (1958)
- La Vengeance de Myriam, Librairie Jules Tallandier, coll. « Bibliothèque Pervenche » no 192 (1959)
- Trois visages, un amour, Librairie Jules Tallandier, coll. « Bibliothèque Pervenche » no 237, réédition Librairie Jules Tallandier (1970), réédition Librairie Jules Tallandier, coll. « 4 couleurs » no 5 (1977)  (ISBN 2-235-00091-6)
- Amoureux d'une ombre, Librairie Jules Tallandier, coll. « Bibliothèque Pervenche » no 251
- Une fée blonde, Société européenne d'éditions familiales, coll. « Delphine » no 90
- Le Magicien noir, Éditions des Remparts, coll. « Mirabelle » no 214, réédition Librairie Jules Tallandier, coll. « Arc-en-ciel » (1971), réédition Librairie Jules Tallandier, coll. « Floralies » (1977)  (ISBN 2-235-00219-6)
- Au-delà des ombres, Société européenne d'éditions familiales, coll. « Delphine » (nouvelle série) no 2
- Toi qui es la tempête, Société européenne d'éditions familiales, coll. « Delphine » (nouvelle série) no 22
- Le Pays des orchidées bleues, Société européenne d'éditions familiales, coll. « Delphine » (nouvelle série) no 42
- Quand le Danube est bleu, Société européenne d'éditions familiales, coll. « Delphine » (nouvelle série) no 52
- Le Mercenaire du diable, Société européenne d'éditions familiales, coll. « Delphine » (nouvelle série) no 63
- Le Miroir déformant, Société européenne d'éditions familiales, coll. « Delphine » (nouvelle série) no 72
- Ma vie commence avec toi, Éditions du Dauphin (1964), réédition Éditions de la Seine, coll. « Succès du livre » (1996)  (ISBN 2-7382-0931-9)
- La Femme aux orchidées, À la belle Hélène (1965), réédition Librairie Jules Tallandier, coll. « Le Cercle romanesque » (1974)
- La Fille aux yeux dorés, Librairie Jules Tallandier (1965), réédition Librairie Jules Tallandier, coll. « Floralies » (1974)
- La Perle de Sitra, Éditions du Dauphin (1965), réédition Librairie Jules Tallandier, coll. « Le Cercle romanesque » (1977)  (ISBN 2-235-00166-1)
- Le Prix du silence, Librairie Jules Tallandier (1965), réédition Librairie Jules Tallandier, coll. « Floralies » (1972)
- Celui qu'on n'attendait plus, Librairie Jules Tallandier (1966), réédition Librairie Jules Tallandier, coll. « Floralies » (1974)
- L'Île des loups, Club du roman féminin (1966), réédition Librairie Jules Tallandier (1973)
- Le Manteau de solitude, Librairie Jules Tallandier (1966), réédition Librairie Jules Tallandier, coll. « Floralies » (1975)
- Pardon, Jessica, Librairie Jules Tallandier (1967), réédition Librairie Jules Tallandier, coll. « Floralies » (1976)
- Piège pour un amour, Éditions du Dauphin (1967)
- Rendez-vous avec l'amour, Librairie Jules Tallandier (1967), réédition Librairie Jules Tallandier, coll. « Floralies » (1973)
- L'Homme qui avait un secret, Librairie Jules Tallandier (1968), réédition  Librairie Jules Tallandier, coll. « Floralies » (1976)
- Sa dernière chance, Librairie Jules Tallandier, coll. « Le Cercle romanesque » (1968), réédition Librairie Jules Tallandier, coll. « Floralies » (1975)
- Duel pour le bonheur, Librairie Jules Tallandier (1969), réédition Librairie Jules Tallandier, coll. « Floralies » (1976)
- Tornades, Casterman, coll. « La Palme d'or » (1970), réédition Librairie Jules Tallandier, coll. « 4 couleurs » no 68 (1979)  (ISBN 2-235-00682-5)
- Mystérieuse Éva, Librairie Jules Tallandier, coll. « Arc-en-ciel » (1970), Librairie Jules Tallandier, coll. « Floralies » no 367 (1977)
- Chimères, Librairie Jules Tallandier, coll. « Le Cercle romanesque » (1971), réédition Librairie Jules Tallandier, coll. « Floralies » no 484 (1979)  (ISBN 2-235-00636-1), réédition Librairie Jules Tallandier (1981)  (ISBN 2-235-01032-6)
- Pour une inconnue, Librairie Jules Tallandier, coll. « Le Cercle romanesque » (1972)
- C'était en automne, Librairie Jules Tallandier, coll. « Arc-en-ciel » no 97 (1973)
- La Proie pour l'ombre, Librairie Jules Tallandier, coll. « Le Cercle romanesque » (1974)
- Le Rebelle, Librairie Jules Tallandier, coll. « Le Cercle romanesque »  (1975)
- Défense d'aimer, Librairie Jules Tallandier, coll. « Arc-en-ciel » (1975)
- Comment vont les Anderlin ?, Librairie Jules Tallandier, coll. « Le Cercle romanesque »  (1976)
- L'Arbre de Ténéré, Casterman, coll. « La Palme d'or » (1977) no 80  (ISBN 2-203-22324-3)
- Un étrange amoureux, Librairie Jules Tallandier, coll. « 4 couleurs » no 31 (1978)  (ISBN 2-235-00358-3), réédition coll. « Club Arc-en-ciel » no 24 (1984)  (ISBN 2-235-01627-8)
- Amoureux d'une ombre, Librairie Jules Tallandier, coll. « Floralies » no 428 (1978)  (ISBN 2-235-00374-5)
- Le Piège de douceur, Librairie Jules Tallandier, coll. « Le Cercle romanesque »  (1978)  (ISBN 2-235-00466-0)
- Le Maître des aigles, Librairie Jules Tallandier, coll. « Floralies » no 501 (1979)  (ISBN 2-235-00698-1)
- Trahison, Librairie Jules Tallandier, coll. « Arc-en-ciel » (1980)  (ISBN 2-235-00836-4), réédition Librairie Jules Tallandier, coll. « Floralies » no 565 (1980)  (ISBN 2-235-00881-X)
- Prisonnier d'une ombre, Librairie Jules Tallandier, coll. « Arc-en-ciel » (1980)  (ISBN 2-235-00973-5), réédition Librairie Jules Tallandier, coll. « Floralies » (1980)  (ISBN 2-235-01008-3)
- Au risque de t'aimer, Éditions France-Empire, coll. « Belle Hélène » (1981)
- Pour ne pas t'aimer, Librairie Jules Tallandier, coll. « Arc-en-ciel » (1981)  (ISBN 2-235-01163-2)
- Le Sorcier, Éditions du Panthéon (1995)  (ISBN 2-84094-146-5) (publication posthume)
- Les Marrons du feu, Éditions du Panthéon (1996)  (ISBN 2-84094-240-2) (publication posthume)
- Choc en retour, Éditions du Panthéon (1997)  (ISBN 2-84094-336-0) (publication posthume)

#### Romans d'amour signés Emily Smith
- L'Amour au bout du voyage, Éditions Colombine, coll. « Colombine » (1981)  (ISBN 2-280-05029-3)
- Les Jardins de Cordoue, Éditions Colombine, coll. « Colombine » (1981)  (ISBN 2-280-05048-X)
- Je te hais, mon amour, Éditions Harlequin, coll. « Colombine » no 78 (1982)  (ISBN 2-280-05078-1)
- La Nuit africaine, Éditions Harlequin, coll. « Colombine » no 103-104 (1983)  (ISBN 2-280-05103-6)

#### Romans policiers signés Agnès Laurent
- Le Jeu du plus beau crime, Éditions Maréchal, coll. « Le Sphinx » (1943)
- Au cœur de ma nuit, Fleuve noir, coll. « Angoisse » no 182 (1970)
- L'Ultime Rendez-vous, Fleuve noir, coll. « Angoisse » no 188 (1970)
- Le Justicier, Fleuve noir, coll. « Angoisse » no 194 (1971)
- L'Ennemi dans l'ombre, Fleuve noir, coll. « Angoisse » no 206 (1971)
- Le Sang des étoiles, Fleuve noir, coll. « Angoisse » no 228 (1972)
- Requiem pour un fantôme, Fleuve noir, coll. « Angoisse » no 237 (1973)
- L'assassin aimait les rousses, Librairie des Champs-Élysées, coll. « Le Masque » no 1520 (1978)  (ISBN 2-7024-0735-8)
- Rendors-toi tout va bien, Plon, 2021
- Un beau jour, Récamier, 2024

#### Roman d'épouvante signé Agnès Laurent
- F comme feu, Monnet Éditeur, coll. « Terrific » no 9 (1974)

### Nouvelles

#### Nouvelles signées Agnès Laurent
Liste non exhaustive
- Il se prenait pour Sherlock Holmes, Nous Deux no 1550 (23 mars 1977)
- L'Innocent assassin, Nous Deux no 1614 (14 juin 1978)
- Enquête pour un défunt, Nous Deux no 1712 (30 avril 1980)

## Prix et distinctions
- Prix du Roman populaire 1965 pour La Fille aux yeux dorés
- Prix Max du Veuzit 1967 pour Le Prix du silence

## Sources
: document utilisé comme source pour la rédaction de cet article.
- Claude Mesplède (dir.), Dictionnaire des littératures policières, vol. 2 : J - Z, Nantes, Joseph K, coll. « Temps noir », 2007, 1086 p. (ISBN 978-2-910-68645-1, OCLC 315873361), p. 152-153.
- Jacques Baudou et Jean-Jacques Schleret, Le Vrai Visage du Masque, vol. 1, Paris, Futuropolis, 1984, 476 p. (OCLC 311506692), p. 279.
- Fleuve Noir Informations no 68 (octobre 1970)